# 中国2010年上海世界博览会上海企业联合馆

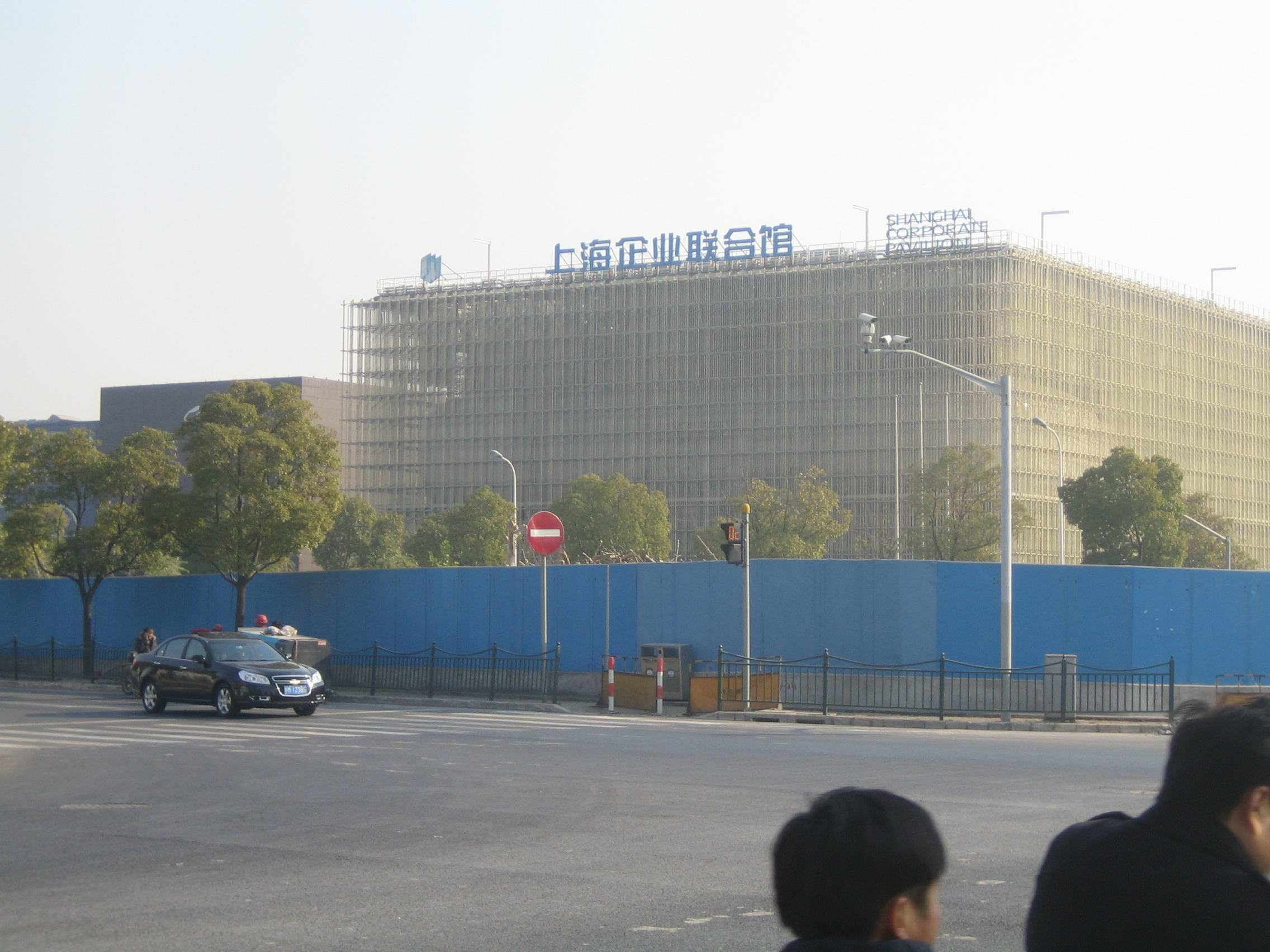
上海企业联合馆（2014年）

上海企业联合馆（Shanghai Corporate Pavilion），昵称“魔方”，是上海市国资委下属的近40家大中型国有企业联合出资建造的2010年上海世博会企业展馆之一。
它占地面积约4000平方米，与国家电网馆，石油馆，中国铁路馆，可口可乐馆等位于世博会企业馆展区（D片区）。

## 建筑特点

### 建筑主题
- 主题：城市，升华梦想(My city, Our dreams)
- 主题演绎艺人：徐静蕾

### 建筑理念
- 建筑理念：生态、环保、创新的理念
- 设计灵感：“庄周梦蝶” 哲学故事

### 建筑特点
- 互动体验：参观者进入“魔方”后，将随着一位爷爷和孙女的对话开始他们的参观，场馆中间则会由“魔方”蝴蝶教授：徐静蕾引领且领略上海企业联合馆的主题精髓。
- 生态环保：“魔方”的外围立面材料采用聚碳酸酯透明塑料管（光盘回收后再造的塑料），因此，世博会结束后，这些塑料管可循环利用。此外“魔方”可采集雨水，并进行特殊处理后，供魔方的日常用水，也可作“喷雾”之用，都是取自自然，无污染。
- 科技创新：“ 魔方”其建筑顶上有2200平方米的太阳能集热屏，可收集太阳能并进行发电，可供“ 魔方”白天和晚上的照明，所以，这些LED灯的能量都是无污染的太阳能。